# Бела II
Бела Слепи (на унгарски: Vak Béla; на хърватски: Bela Slijepi; на словашки: Belo Slepý) е крал на Унгария и Хърватия, въпреки недъга си, от 1131 г.
Ослепен е (заедно с неговия разбунтувал се баща Алмош) от чичо си, крал Калман Книжник. Бела израства в манастир по време на управлението на братовчед си Ищван II. Последният остава бездетен и урежда брак на Бела с Елена Раска, дъщерята на Урош I, като приема децата им за свои наследници.
Според основния източник за управлението му „Унгарска илюстрована хроника“ (на латински: Chronicon Pictum) Бела е коронован 2 месеца след смъртта на братовчед му крал Ищван II, което означава, че възкачването му на трона се е случило не без опозиция. проведени са 2 жестоки чистки сред поддръжниците на неговите предшественици, за да укрепне властта на Бела. През втората половина на управлението си Бела предприема активна външна политика. Босна и Сплит, изглежда, попадат под унгарски сюзеренитет около 1136 г.

## Произход и ранни години
Бела е единственият син на херцог Алмош, по-малък брат на краля на Унгария – Калман Книжник. Унгарските историци Гюла Кристо и Ференц Мак пишат, че Бела е роден между 1108 и 1110. Още преди раждането на сина си, Алмош замисля конспирация с цел свалянето на своя брат от престола, а в отговор на това кралят му отнема херцогската титла между 1105 и 1108. Алмош не изоставя своите амбиции и Калман е принуден да го арестува заедно с Бела и да нареди тяхното ослепяване, което се случва между 1112 и 1115. Този жесток акт е обичаен в средновековна Византия, където незрящ кандидат не може да бъде монарх, с което Калман осигурява мирно предаване на короната на сина си Ищван. Според една от двете версии на тези събития, записани в Chronicon Pictum, кралят дори отсъжда Бела да бъде и кастриран, но палачът отказва да изпълни заповедта.
| „     | Кралят задържа Херцога и невръстния му син и ги ослепява. Той също нарежда невръстният Бела да бъде кастриран. Но мъжа, комуто беше възложено да го стори, се уплаши от Бога и от бездетието на кралското потекло и затова кастрира едно куче и донесе неговите тестиси пред краля | “ |
| [ 6 ] | |   |

След като понася наказанието си, Алмош живее в манастира Демеш, който той сам е основал, като е вероятно и Бела да е пребивавал там с баща си. Ищван се възкачва на престола през 1116, а Алмош напуска манастира и бяга в Константинопол около 1125. По неизвестни причини, Бела не последва баща си във Византийската империя, а остава да се крие в Унгария от разярения крал. Вероятно Бела е настанен в Печварадското абатство, настоятелят на което запазва тайната му. Алмош умира в изгнание на 1 септември 1127. Бившите му поддръжници откриват Бела, който задълго е приеман за починал след екзекуцията. Като узнава за появата на братовчед си, Ищван II приема Бела обратно, защото вече е извън всякакво съмнение, че самият той няма да има друг наследник. Кралят урежда брака на Бела с Елена Рашка и му предоставя имота Толна около 1129.

## Управление

### Възкачване на престола (1131)
Крал Ищван II умира в началото на 1131. По-късен писмен източник на османски, известен като Tarikh-az Üngürüs или Историята на унгарците, разказва за това, че Бела се възкачва на престола след предшественика си и свой племенник Саул, когото Ищван II посочва за наследник преди смъртта си. Бела II е коронован в Секешфехервар на 28 април, като няма научен консенсус по отношение на конкретните обстоятелства на това събитие. Според Гюла Кристо, Бела е коронясан след гражданска война между него и поддръжниците на Саул, но в останалите източници не се споменава за никакви конфликти, свързани с Бела.

### Консолидация (1131 – 1132)
Слепотата на Бела му пречи да управлява без чужда помощ и той се доверява на съпругата си, а по-късно и на брат ѝ Белош. Запазени са документи, подчертаващи основната роля на кралица Елена в процеса на вземане на решения, което доказва, че кралят смята жена си като своя съуправителка. Според Хрониката близо до град Арад в началото или средата на 1131 Елена екзекутира всички благородници, които са обвинени, че заговорничат срещу нея и съпруга ѝ. Бела конфискува имуществото им и го разпределя между новосъздадената църква в Арад и по-старата в Обуда.
Бела поддържа добри отношения със Свещената Римска империя, но застрашава интересите на Болеслав III от Полша, който воюва с империята. Конфликтът се задълбочава, когато полският монарх решава да подкрепи като кандидат за унгарската корона Борис Коломанович. Борис е син на стария крал Калман от втората му съпруга Евфимия Киевска, отхвърлена преди години поради изневяра. Борис пристига в Полша и редица унгарски благородници се присъединяват към него, а други открито го канят да дойде и да ги управлява.

Придружен от полски и киевски подкрепления, Борис нахлува в Унгария в средата на 1132. Бела е в съюз с Леополд III, Маркграф на Австрия и преди да започне да се противопоставя на Борис, унгарският крал свиква съвет на река Шайо. Хрониката разказва, че кралят поискал от „изтъкнати хора на Унгария“, които са присъствали, да отговорят ако знаят дали Борис „е копеле или син на крал Калман“. В крайна сметка Бела и поддръжниците му атакуват и убиват всички тези, които се оказват „нелоялни и разделени в мнението си“ по време на срещата. Борис, който е смятал, че голямата част от унгарските феодали ще подкрепят неговия иск, прави втори безуспешен ход като напразно изпраща свои хора в кралския двор за разпалване на бунт срещу него.
| „      | [Самсон] предложи да отиде в събранието на краля и открито и публично да го обиди. Всички одобриха и самият Борис, подведен от празната надежда, му благодари; Защото искаше да завърши онова, което беше започнал, и си помисли, че след като кралят бъде обиден, царството ще бъде негово. Кралят беше заел място близо до реката и като седеше в шатрата си със своите благородници и войници, ето, Самсон влезе и каза на царя: "Греховно куче, какво правиш с царството – По-добре е господарят ми [Борис] да има царството, а вие да живеете във вашия манастир, както направи баща ви. Между благородниците се появи ропот, а Йоханес, синът на Ото, кралския нотариус, каза на граф Бъд: „Защо чакаме? Защо не го хванем?“ Докато се готвеха да го заловят, той скочи на един кон и избяга. | “ |
| [ 11 ] | |   |

Бела се опитва да убеди полския монарх да се откаже от подкрепата за кандидата, но Болеслав е непреклонен. В решаваща битка на река Шайо на 22 юли 1132, съюзени унгарски и австрийски войски побеждават войските на Борис.

### Разширяване (1132 – 1139)
Болеслав III губи възможността да се меси в унгарската политика след битката на Шайо, но с това конфликтът не се уталожва. Новите съюзници на Бела – Собеслав I от Бохемия и Володимирко от Галич ежегодно нахлуват в Полша в периода между 1132 и 1135. Собеслав редовно посещава и двора на Бела, а през август 1135 дори съумява да уговори Лотар III да признае властта на Бела в Унгария.
Унгария се пренасочва към експанзионистична политика. Тома Архидякон разказва, че Гавдий, архиепископ на град Сплит от 1136, „се радва на голяма полза от кралете на Унгария“ и „често е на посещение у тях в двора“. Точните обстоятелства около овладяването на Босна не са известни, но изглежда, че Бела получава сюзеренитет над региона без съпротива през 1137. Според някои историци североизточните райони на провинцията са част от зестрата на кралица Елена. Известно е, че през 1137 унгарска армия нахлува в долината на Рама река, приток на Неретва, а Бела получава титлата крал на Рама в знак на тези завоевания.
Унгарски войски участват и в кампанията на киевския княз Ярополк Изяславич срещу Всеволод Киевски през 1139 година. По това време Бела успява и да укрепи съюза с императора на Свещената Римска империя, като оказва материална подкрепа на Ото от Бамберг за мисиите му сред поморяните и организира брака на дъщеря си София с Хайнрих Беренгар, син на новия германски крал Конрад III през юни 1139.

### Последни години (1139 – 1141)
Според унгарската хроника в последните няколко години от живота си Бела се отдава на пирове и забавления, а неговите придворни се възползват от честия му алкохолен ступор. В крайна сметка Бела умира на 13 февруари 1141 и е погребан в Секешфехерварската катедрала.
| „      | След като крал Бела установи контрол над управлението на кралството, той премного се отдаде на виното. Неговите придворни открили, че каквото и да поискат от краля в пиянството му, той ще им го даде, а след пиянството си не можеше вече да го върне. В неговото пиянство той предал на ръцете на враговете им Пох и Саул, които били в религиозни ордени, и те били убити без причина. | “ |
| [ 13 ] | |   |

## Семейство
Бела се жени за Елена Рашка по инициатива на неговия братовчед крал Ищван II, в началото на 1129 г. Елена, дъщеря на Урош I и Анна Диогениса, ражда най-малко 6 деца.
- Геза II, най-възрастният син, е бъдещият крал, роден през 1130 г.
- Ласло II, крал
- Ищван IV, крал
- Алмош
- София, най-възрастната дъщеря, е родена около 1135; умира като монахиня в абатство Адмонт, където живее след като годежът ѝ с Хайнрих Беренгар в Германия е отменен.
- Елизабет, втората им дъщеря, родена около 1140, е омъжена за Мешко III Стари от Полша.